# 三井食品工業
三井食品工業株式会社（みついしょくひんこうぎょう、MITSUI SHOKUHIN KOGYO CO.,LTD.）は、愛知県一宮市に本社を置く漬物を主力とする食品メーカーである。

## 概要
社名は、本社所在地の一宮市三ツ井に由来しており、三井物産との取引関係はあるものの、いわゆる三井グループではない。また、東京都中央区の食品卸会社三井食品とも直接の関係はない。
CMなどでは社名を平仮名の「みつい」と表記している。また正式名称よりCMソングの歌詞の一部分である「漬物みつい」というほうが一般に知られている。ガッツナイタースペシャルほかで流れる軽快なフレーズで知られている。

## 沿革
- 1924年（大正13年）5月 - 漬物製造業岩田米逸商店を創業[3]
- 1949年（昭和24年）3月 - 合資会社岩田米逸商店を設立[3]
- 1961年（昭和36年）8月 - 一宮市三ツ井町に本社・工場を移転[3]
- 1965年（昭和40年）8月 - 株式会社に改組、社名を三井食品工業株式会社とする[3]
- 1989年（平成元年）5月 - 株式会社みついフードサービスを設立[3]
- 2013年（平成25年）10月 - 直売店「尾張一宮香物　三井宮蔵」を本社前に開店[3]

## 関連会社
- 株式会社みついフードサービス
- 株式会社三井総合センター